# El-Khroub
El-Khroub (arabiska: الخروب) är en stad i östra Algeriet. Staden har genomgått en kraftig expansion och kommunen hade cirka 180 000 invånare vid folkräkningen 2008. El-Khroub är belägen i provinsen Constantine och är administrativ huvudort för ett distrikt (daïra), som även omfattar kommunerna Aïn Smara och Ouled Rahmoune.
El-Khroub är känd för sina arkeologiska utgrävningar som ligger i den nya stadsdelen Massinissa (som för närvarande är under konstruktion). Staden är också känd för sin veckliga marknad.